# ابوبکر شبلی
شیخ ابوبکر دلف بن جَحدر شبلی (۹۴۶–۸۶۱ میلادی) صوفی معروف سده سوم هجری؛ وی را ابن جعفر نیز نامیده‌اند. جامی می‌نویسد نامش جعفر بن یونس است و بر مزار وی در بغداد نیز همین نام را نوشته‌اند.

## زندگی‌نامه
شبلی در سال ۲۴۷ ه‍.ق در شهر سامرا متولد و ۸۵ سال بعد در بغداد از دنیا رفت. اصل وی از خراسان قدیم و از مردم اسروشَنه از فرغانه بود. پدر شبلی حاجب بزرگ خلیفهٔ عباسی بود و خود وی نیز مدتی حاکم دماوند بود؛ و سپس حاجب موفق بالله سردار عباسی گردید.آنگاه مشاغل دیوانی را ترک گفت و به عبادت پرداخت.عاقبت در مجلس خیر نساج (از بزرگان تصوف) توبه کرد و پس از آن برای مصاحبت با جنید بغدادی به پیش او رفت اما جنید آمادگی لازم برای رشد معنوی را در او ندید پس او را به گدایی کردن دستور داد تا صفات رذیله (همچون تکبر) در او از بین برود، پس از آن تا مدت ها شبلی گدایی می کرد و تمام پولی را هم که به دست میاورد را به جنید میداد و او هم به فقرا و دراویش میبخشید، پس از گذشت مدتی به این منوال شبلی نزد جنید نشسته بود، جنید از او پرسید: خود را چگونه میبینی؟ شبلی پاسخ داد :من پائین ترین خلق خدا هستم.پس جنید دانست که حالا استعداد و آمادگی لازم برای مصاحبت و تربیت عرفانی و سلوکی را دارد، پس او را به دائره مریدان و شاگردانش راه داد'. شبلی به جز ضیاع و عقار، شصت هزار دینار از پدر به ارث برده بود که همه را در راه خدا بخشید. به سبب بسیاری مجاهده و اعمال خارق‌العاده، مردم وی را دیوانه می‌پنداشتند و مکرر وی را به تیمارستان می‌بردند.

## بنای یادبود
بنای یادبود شیخ شبلی در شهر دماوند به صورت یک برج قدیمی از دوران گذشته به جا مانده‌است.
وی در گورستانی مشهور در بغداد به نام مقبره خیزران به خاک سپرده شده‌است.

## کتاب‌هایی دربارهٔ شبلی
اولین کتابی که دربارهٔ وی نوشته شده با عنوان «شبلی» توسط دکتر جواد نوربخش تألیف و در سال ۱۳۷۶ توسط انتشارات خانقاه نعمت‌اللهی (لندن) منتشر گردید. این کتاب (۳۲۶ صفحه) در ۱۰ بخش و در برگیرنده اصل و نسب، بزرگداشت، استادان، اصحاب و معاصران و… وفات می‌باشد. مؤلف با استفاده از آثاری از قبیل شذرات الذهب، تذکرة الاولیا، طبقات الصوفیه انصاری، طبقات الصوفیه سلّمی، اللمع، تاریخ بغداد، کشف المحجوب هجویری، حلیة الاولیا ج ۱۰، شرح تعرف، طبقات الاولیا، شرح شطحیات روزبهان و صفوة الصفه، و … این اثر تحقیقی را نگاشته‌است.
کتاب دیگری دربارهٔ زندگی و سیر و سلوک و افکار و اندیشه‌های او اثر کاظم محمّدی است با نام «شبلی مجنون عاقل» که چاپ‌های نخستین آن توسط انتشارات وزارت ارشاد اسلامی در سال ۱۳۸۲ و چاپ‌های بعدی توسط انتشارات نجم کبری در سال ۱۳۸۶ منتشر شده‌است.

## سخنانی از شبلی
- من به چهار بلا مبتلا شده‌ام و آن چهار دشمن من است: نفس و دنیا و شیطان و هوا. (تذکرة الاولیا، عطار، ص ۶۱۹)[۵]
- تصوف نشستن است در حضرت اللّه - تعالی - بی غم. (تذکرة الاولیا، عطار، ص ۶۳۱)[۶]
- تصوف الفت گرفتن است و مهربانی کردن. (طبقات الصوفیه - سلّمی، ص ۳۴۰)[۶]
- عارف را پنج نشان باشد: اول - شاد و خرم باشد به معرفت حق تعالی. دوم - انس یابد به یگانگی حق تعالی. سوم - حلاوت یابد در خدمت حق تعالی. چهارم - خوفناک باشد از فراق حق تعالی و پنجم - ایمن باشد از مکر حق تعالی. (فردوس المرشدیه، ص ۲۵۳)[۷]
- هر که خدا را شناخت هرگز اندوهگین نشود. (طبقات الصوفیه انصاری، ص ۶۴۹)[۷]
- شبلی در شطح فرمود:چه ظن بری در علم علماء، علم آنان تهمت است. شرح آنکه، سخن از حق بشنو که وسایط در حقیقت، تهمت عارفان است.

(شرح شطحیات روزبهان بقلی ص 275)

## معاصران

### شبلی وجنید بغدادی
- جنید استاد طریقت شبلی بود. روزی شبلی در مجلس جنید الله گفت. جنید گفت: اگر خدای غایب است ذکر غایب غیبت است و غیبت حرام است و اگر حاضر است در مشاهده حاضر نام او بردن ترک حرمت است. (تذکرة الاولیا عطار، ص ۴۲۸)[۸]
- ابونصر سراج به نقل از ابن علوان گوید: جنید گفت شبلی در مقام خود ایستاد و از آن دورتر نشد. اگر دور می‌گردید امامی می‌شد. (اللمع، ص ۴۰۴)[۹]
- شبلی پیش جنید گفت: لاحول و لا قوة الّا بالله. جنید گفت: این گفتار تو تنگ دلی باشد، و تنگ دلی از دست بداشتن رضا بود از قضا. (ترجمه رساله قشیریّه، ص ۲۹۹)[۱۰]

### شبلی وحلاج
- شبلی از حسین منصور حلاج پرسید: این راه که در آن می‌روی چه باید کرد تا به تو رسم؟ گفت: دو قدم است. آن دو قدم برگیر که به ما می‌رسی! قدم نخست، دنیا نزدِ عاشقان خود زن است و با معشوقه ایشان منازعت مکن. قدم دوم، آخرت را به طالبان آن تسلیم کن و مناقشات خود از آنان دور دار! و بنده درگاه عزّت باش بی تصرف در دنیا و آخرت! (تفسیر انصاری، ج۲، ص ۲۳۷)[۱۱]
- شبلی از حلّاج روایت کند: روز اول در پیش حسین رفتم. سخن می‌گفت، فهم نکردم، زیرا فهم در آن جایز نبود. آنچه حفظ کردم، این بود که می‌گفت: الهی! هر حقی را حقیقتی است و هر خلقی را طریقتی و هر عهدی را وثیقی. ای شبلی! سرّ به زبان این طایفه آن است که ظاهرش پنهان است و معانیش نزد ایشان بیان. (شرح شطحیّات - روزبهان بقلی، ص ۳۸۰)[۱۲]

### شبلی وابوالحسین نوری
- نقل است که شبلی مجلس می‌گفت. نوری بیامد و بر کناره‌ای بایستاد، و گفت: «السلام علیک یا ابابکر». شبلی گفت: «و علیک السلام یا امیرالقلوب». گفت: «حق تعالی راضی نَبُود از عالِمی در عِلم گفتن که آن را در عمل نیارد. اگر تو در عملی، جاه نگاه‌دار، و اگر نه، فرود آی». شبلی نگاه کرد، و خود را راست نیافت. فرود آمد، و چهار ماه در خانه بنشست که بیرون نیامد. خلق جمع شدند و او را بیرون آوردند و بر منبر کردند. نوری خبر یافت، بیامد و گفت: «یا ابابکر، بر ایشان پوشیده کردی، لاجرم بر منبرت نشاندند، و من نصحیت کردم، مرا به سنگ براندند، و به مزبله‌ها انداختند». گفت: «یا امیرالقلوب، نصیحت تو چه بود؟ و پوشیده کردن من چه بود؟» گفت: «نصیحت من آن بود که رها کردم خلق خدای را به خدای، و پوشیده کردن تو آن بود که حجاب شدی میان خدای و خلق. و تو کیستی که میان خدای و خلق خدا واسطه باشی؟ پس نمی‌بینیم تو را الّا فضول.»[۱۳]

### شبلی وابوحفص حداد
- نقل است که شبلی چهار ماه بوحفص را مهمانی کرد، و هر روز چند لون طعام و چندگونه حلوا آوردی. آخر چون به وداع او رفت گفت: «یا شبلی، اگر وقتی به نشابور آیی، میزبانی و جوانمردی به تو آموزم.» گفت: «یا اباحفص، چه کردم؟» گفت: «تکلّف کردی، و متکلّف جوانمرد نبود. مهمان را چنان باید داشت که خود را؛ به آمدن مهمانی گرانی نیایدت، و به رفتن شادی نَبوَدت. و چون تکلّف کنی، آمدن او بر تو گران بُود، و رفتن آسان. و هرکه را با مهمان حال این بُود ناجوانمردی بُود.» پس چون شبلی به نشابور آمد، پیش ابوحفص فروآمد، و چهل تن بودند. بوحفص شبانه چهل و یک چراغ برگرفت. شبلی گفت: «نگفته بودی که تکلّف نباید کرد؟» بوحفص گفت: «برخیز، و بنشان!» شبلی برخاست، و هر چند جهد کرد، یک چراغ بیش نتوانست نشانَد. پس گفت: «یا شیخ، این چه حال است؟» گفت: «شما چهل تن بودیت فرستادهٔ حق، که مهمان فرستادهٔ حق بُود. لاجرم به نام هر یکی چراغی گرفتم برای خدای، و یکی برای خود. آن چهل که برای خدای بود نتوانستی نشاند، اما آن یکی که از برای من بود، نشاندی. تو هر چه در بغداد کردی، برای من کردی و من اینچه کردم، برای خدای. لاجرم آن تکلّف باشد، و این نه.» (تذکرةالاولیا عطار)[۱۴]

### برخی دیگر از معاصران شبلی
ابوالقاسم نصرآبادی،
ابن خفیف،
عبدالرحمن خراسانی،
علی بن جعفر سیروانی

## درگذشت
در جلد اول، صفحه ۸۹ کتاب خزینة الاصفیا آمده: شبلی اول صبح روز جمعه ۲۷ یا ۲۸ ذی الحجه سال ۳۳۴ در سن ۸۷ یا ۸۸ سالگی در بغداد درگذشت و در مقبره خیزران مدفون شد. در همان سال المستکفی بالله خلع و المطیع بالله جانشنین او گردید. عین گفتار به نقل از صفحه ۸۹ خزینة الاصفیا چنین است: «وفات آن جامع الکمالات به قول صاحب نفحات الانس در ماه ذی الحجج سال سه صد و سی و چهار و بقول مؤلف سفینه الاولیا بروز جمعه بیست و هفتم ماه ذی الحجج سنه مذکور و بقول صاحب مخبرالواصلین در سال سه صد و چهل و دو بوقوع آمده و قول اصح قول صاحب نفحات الانس است و بعضی مورخان وفات آن جناب به سال سه صد و سی و پنج نیز گفته‌اند و مدت عمر آن جناب به اتفاق جمیع اهل تاریخ هشتاد و هشت سال است - قطعه از مؤلف».